# Charles Duvelle
Charles Duvelle, né le 28 mars 1937 à Paris et mort le 29 novembre 2017 dans la même ville, est un ethnomusicologue français.

## Biographie
Charles Duvelle a passé son enfance en Indochine. Il apprend le piano au Conservatoire national supérieur de musique de Paris et devient lui-même pianiste, et compositeur. En 1961 il est envoyé par le ministère de l'Information en Afrique pour y effectuer des enregistrements au profit de l'Office de coopération radiophonique (Ocora). Il voyage ensuite en Asie et en Océanie. Cheville ouvrière de la collection Ocora, il a aussi créé la collection Prophet.
L'un de ses enregistrements figure sur le Voyager Golden Record envoyé dans l'espace par la Nasa.

## Ressources en ligne
- André Videau, « Rencontre avec Charles Duvelle », Hommes & Migrations,‎ 1999 (lire en ligne)
- Charles Duvelle et le label Ocora, sur le site de Radio-France, 29 juillet 2019.